# Postmodernité
 (août 2020).
Améliorez-le ou discutez des points à vérifier. 
 (novembre 2017).
- Si vous ne connaissez pas le sujet, laissez ce bandeau (vous pouvez alors contacter les auteurs).
- Si vous supprimez le contenu mis en cause (vous pouvez préalablement contacter les auteurs),

argumentez précisément cette suppression dans la page de discussion
(un manque de référence n'est pas un argument ; une recherche réelle de référence doit avoir été effectuée, être formellement documentée).
La postmodernité est un concept philosophique et intellectuel de la fin du XXe siècle qui tente, après l'effondrement des idéologies, de s'inscrire dans le prolongement du structuralisme et du déconstructivisme, tout en critiquant l'héritage du freudisme et du marxisme.
Les post-modernes se situent dans la perspective de surmonter le désenchantement du monde, après la désagrégation des repères culturels ou religieux, le relativisme des sciences, la crise de l'idée de progrès, l'humanité confrontée aux faillites écologiques, économiques et sociales, et l'échec patent des utopies révolutionnaires. Le postmodernisme a aussi tendance à remettre en question des notions telles que l'objectivité ou même la vérité. Cela varie toutefois selon les auteurs.

## Caractéristiques de la société postmoderne

### Un nouveau rapport au temps
La sociologie postmoderne donne une place centrale à l'imaginaire de l'ici et maintenant (Michel Maffesoli). Culte du présent, bonne gestion et recherche du bien-être remplacent la volonté de transmission, propre aux prémodernes, comme celle de transformation de la société, caractéristique des modernes (Peter Sloterdijk).

### Fragmentation de la société et fragmentation de l'individu
L'ère postmoderne contribue à la fragmentation de l'individu. L'identité se démultiplie ou se compartimente entre des attitudes diverses voire auparavant opposées : « banker le jour, raver le soir », « parfaite maîtresse de maison le soir, femme d’affaires le jour »…

### Un nouveau mode de régulation de la pratique sociale
L’efficacité remplace la légitimité ; la gestion remplace le politique ; le contrôle, la propriété ; et nous nous retrouvons finalement avec des organisations qui prennent des décisions avec de l’information. La postmodernité ainsi entendue est un mode de reproduction sociale d’ensemble, régulée de manière décisionnelle et opérationnelle plutôt que de manière politico institutionnelle (Michel Freitag).
Ainsi, "à chacun sa vérité", comme la connaissance n'est pas certaine, objective et bonne, chacun est renvoyé à lui-même pour déterminer ce qui est vrai. Peu à peu, l’optimisme de la modernité va céder la place au désenchantement et à la désillusion. La postmodernité va se présenter à la fois comme un rejet et comme un dépassement de la modernité. Mais la postmodernité a coupé l'homme moderne de ses racines et de son identité, le plongeant dans une crise d'identité et une perte de direction.

### La postmodernité comme mode de management
Selon Jean-Pierre Le Goff, le management postmoderniste est un mode de gestion qui se développe à la fin des Trente Glorieuses. Il traduit « la fin des grands récits historiques et du progrès », l'épuisement des grands projets de modernisation économique et sociale remplacés par une rhétorique qui présente le « changement » comme un but en soi, un « langage désarticulé » fait de « formules chocs réversibles (« le changement au cœur du projet », « le projet au cœur du changement ») qui font violence à la raison ». Ce discours caractérisé par une « obsession du quantitatif et du chiffre », tourné vers l'effet d'annonce, permet au manager de se glorifier de ses résultats à court terme au détriment de la stabilité souhaitée par ses employés : « les discours de la « motivation », de la « mobilisation » pour le « changement » ne cessent de s’étendre dans tous les domaines d’activité dans le moment même où les thèmes de la « souffrance » et du « mal-être » au travail n’ont jamais été si prégnants ».

## La culture postmoderne
La pensée postmoderne se situe dans la perspective de surmonter le désenchantement du monde, après la désagrégation des repères culturels ou religieux résultant de la modernité, et l'échec patent des utopies révolutionnaires qu'elle avait portées.
Dans La condition postmoderne, Jean-François Lyotard s'efforce de définir la spécificité de l'esthétique et de l'heuristique des philosophies postmodernes. Ces dernières s'inscrivent dans le prolongement du structuralisme et du déconstructivisme, tout en critiquant l'héritage du freudisme et du marxisme.

## Un concept sujet à critique
Dans leur ouvrage "Impostures intellectuelles", Alan Sokal et Jean Bricmont ont, en 1997 critiqué les  philosophies et les sciences humaines postmodernes pour leur manque de rigueur scientifique, et ce qu'ils considéraient comme de l'imitation de la démarche scientifique. L'ouvrage fait suite à un canular publié plus tôt par Alan Sokal dans la revue The Social Text : le texte, volontairement absurde, a tout de même été publié dans la revue de sciences humaines malgré l'absence de sens et de rigueur qui le caractérisait.
Plusieurs auteurs, comme Alain Finkielkraut dans La Défaite de la pensée, critiquent l'approche du social postmoderne.
Fredric Jameson effectue une critique de la postmodernité.
Bruno Latour propose la notion de non-modernité.

## Postmodernité et hypermodernité
Dans Les Temps hypermodernes, le philosophe Gilles Lipovetsky estime que la dissolution des structures propres à la postmodernité a été, depuis le milieu des années 1980, supplantée par l'hypermodernité, du fait d'une prise de conscience anxiogène de graves problèmes de dérégulations socioéconomiques, sanitaires et environnementales. Le narcissisme, l'insouciance et l'euphorie postmodernes sont dès lors empêchés. On passe de l'épanouissement de soi à l'obsession de soi (crainte de la maladie, de l'âge…).

### Littérature
- Georges Perec, W ou le souvenir d'enfance

### Analyse anarchiste / libertaire
- Eduardo Colombo, Une Controverse Des Temps Modernes, La Postmodernité. éditions Acratie, 2014,  (ISBN 978-2-909899-43-5)

#### Autres
- Postmodernisme (architecture), Postconstructivisme, Déconstructivisme